# Schistometopum thomense
Schistometopum thomense là một loài lưỡng cư thuộc họ Caeciliidae.
Đây là loài đặc hữu của São Tomé và Ilhéu das Rolas.